# Národní modlitební snídaně
Národní modlitební snídaně (National Prayer Breakfast) je akce organizována každoročně první čtvrtek v únoru ve Washingtonu konzervativní protestantskou organizací Fellowship Foundation. Poprvé se konala roku 1953 a dnes se jí zúčastňuje až 3400 hostů včetně mnoha významných osob z celého světa. Oficiálními hostiteli Snídaně jsou členové amerického Kongresu a svůj projev zde má obyčejně i prezident Spojených států. Demokraté a Republikáni sestavují organizační výbor a ve vedení se každý rok střídá Sněmovna a Senát.

## Historie

### 2006
V roce 2006 předsedali republikán senátor Norm Coleman a demokrat senátor Mark Pryor. Řečníky byli mimo jiné král Abdullah II. z Jordánska, zpěvák Bono a prezident George W. Bush.

### 2007
V roce 2007 předsedali členové Kongresu demokrat Emanuel Cleaver, II, (Missouri) a republikánka Jo Ann Davis (Virginie). Své poselství zde přednesl Dr. Francis S. Collins, ředitel Human Genome Project.